# St. Laurentius (Radheim)

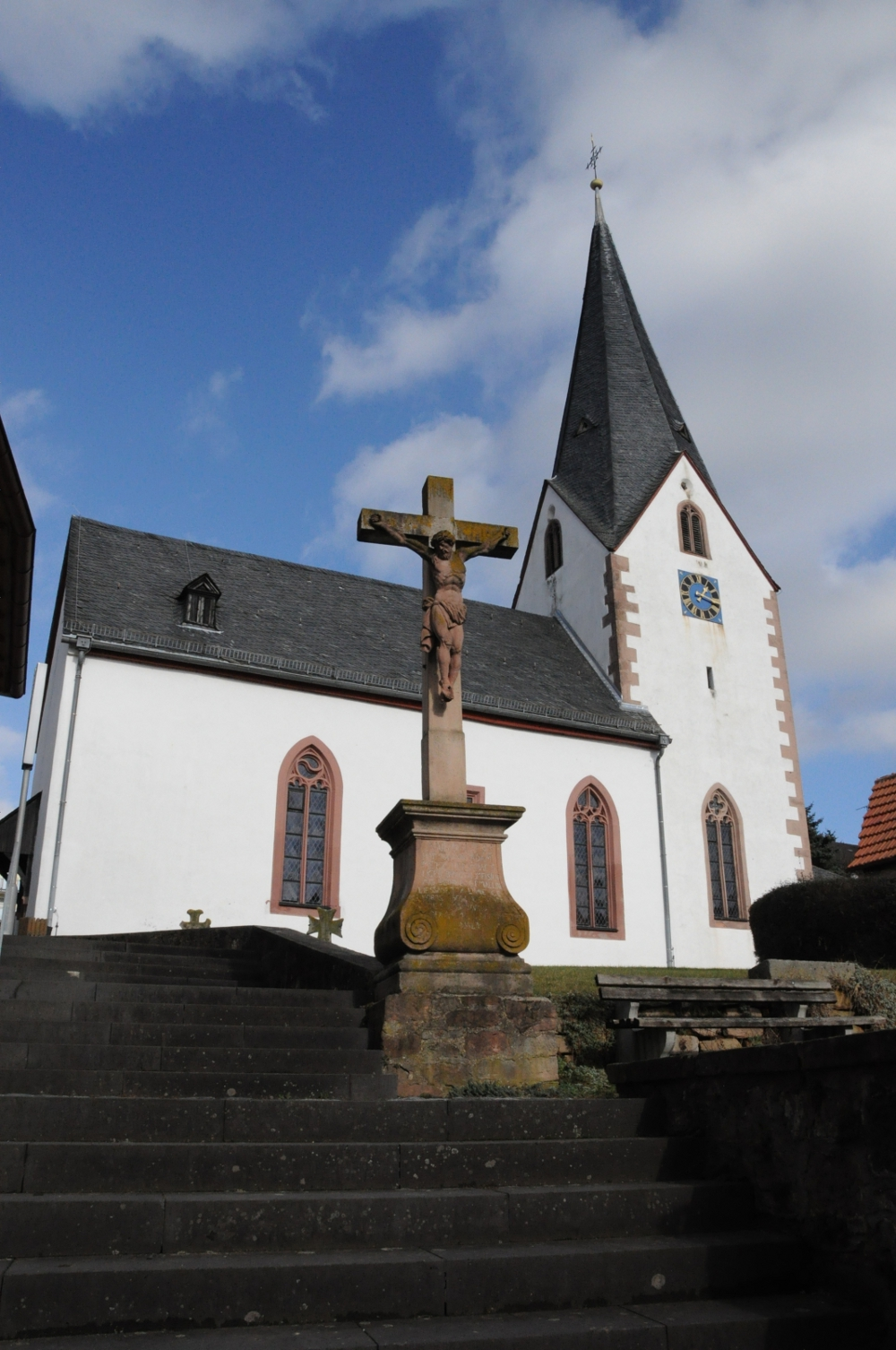
St. Laurentius (Radheim)

Die alte römisch-katholische Kirche St. Laurentius, die in Radheim steht, einem Ortsteil der Gemeinde Schaafheim im Landkreis Darmstadt-Dieburg in Hessen, steht unter Denkmalschutz, nicht jedoch die neue, 1964 errichtete moderne Kirche. Die Pfarrei gehört zum Dekanat Darmstadt im Bistum Mainz.

## Beschreibung
Die erste Kirche ist seit dem Jahre 1244 historisch nachgewiesen. Die heutige Saalkirche wurde 1577 errichtet, deren Kirchenschiff 1903 verlängert wurde. Der Chorturm stammt aus dem 14. Jahrhundert. Zwischen seinen Dreiecksgiebeln, hinter deren Klangarkaden sich der Glockenstuhl befindet, erhebt sich ein achtseitiger spitzer Helm. Die barocke Kirchenausstattung wurde zwischen 1763 und 1767 gestaltet. Der Hochaltar besteht aus einer geschweiften Mensa mit einem Baldachin auf Säulen über dem verkröpften Gebälk. In der Mitte wird die Statue des Laurentius von Petrus und Paulus flankiert sowie vom heiligen Veit und dem heiligen Johannes Nepomuk. Bei einem Seitenaltar wird die Statue der heiligen Anna vom heiligen Wendelin und vom heiligen Joseph flankiert, bei dem anderen wird die Immaculata von der heiligen Katharina und der heiligen Barbara flankiert.